# لارس ساندبرغ
لارس ساندبرغ (بالسويدية: Lars Sandberg)‏ هو لاعب كرة قدم سويدي، ولد في 25 يونيو 1957. لعب مع نادي يورغوردينس.